# Ursula Hübner (Künstlerin)
Ursula Hübner (* 1957 in Salzburg) ist eine österreichische Künstlerin. Sie lehrt seit 1998 als Professorin an der Universität für künstlerische und industrielle Gestaltung Linz am Institut für Bildende Kunst und Kulturwissenschaften Malerei und Grafik.

## Leben
Ursula Hübner studierte von 1976 bis 1981 Bühnenbild am Mozarteum in Salzburg bei H. B. Gallée und von 1981 bis 1986 Malerei an der Universität für angewandte Kunst Wien bei Maria Lassnig. Ab 1984 war sie als Bühnenbildnerin im In- und Ausland (Deutschland, Irland, Schweiz, USA) tätig. Zwischen 1989 und 1999 Bühnenbildnerin der legendären Theatergruppe „Sparverein Die Unz Ertrennlichen“ unter der Leitung von Kurt Palm. Zum Teil entstanden die Ausstattungen in Kooperation mit Tobias Urban. 1987 erhielt sie eine erste Einladung zum 19. Festival International de la Peinture. Von da an intensive Auseinandersetzung mit Malerei und Ausstellungen im In- und Ausland. 1997 stattete sie den Film In Schwimmen – Zwei Vögel unter der Regie von Kurt Palm aus. Bei den Ausstellungen „New Folks“ (2008), „Die edlen Früchte und die Gouvernante“ (2010) und „Hans im Glück“ (2015)  war sie als Kuratorin tätig.
Nach der Pensionierung von Ursula Hübner folgt ihr mit 1. Oktober 2024 Anne Speier als Professorin an der Kunstuniversität Linz nach.

## Werkserien
- Dear Darkness
- Dressed Silence
- Private Sphere,
- The World of Interiors
- Outside
- Golden Nature
- Afterglow
- Still Leben
- The Invisible

## Rezeption
Im Comic Ursula Hübner des Duos Katz & Goldt aus dem Jahr 2012 wird Hübner satirisch als Industrielle und Eigentümerin der „Ursula-Hübner-Werke“ dargestellt, im Comic So! Jetzt könnse ab in den Keller (2020) als Mary Poppins.

## Ausstellungen (Auswahl)
- 1989 „Dear Darkness“, Einzelausstellung, Studio der Neuen Galerie, Graz, und Gallery Soho 20, New York
- 1990 „Kunst der 80er Jahre“, Joanneum, Graz (Katalog)
- 1992 „Dressed Silence“, Einzelausstellung, Secession, Wien
- 1995 „Angels at the Abyss“, Einzelausstellung, Galerie 5020, Salzburg
- 1995 „A Fallen Angel in a Japanese Livingroom“, Za Moca Foundation, Tokyo, gemeinsam mit Tobias Urban
- 2000 „der körpererfüllte Raum“, Installation, O.K. Centrum für Gegenwartskunst, Linz
- 2003 „In einem Bild“, Einzelausstellung, Landesgalerie im Oberösterreichischen Landesmuseum (Malerei) und in der Galerie der Kunstuniversität (Bühnenbild), Linz
- 2004 „The World of Interiors“, Einzelausstellung, Salzburger Kunstverein
- 2008 „GyumriVI“, Biennale, Gyumri, Armenien
- 2010 Triennale Linz 1.0, Triumphbogen der Kunst, Hauptplatz; LENTOS Kunstmuseum, Linz
- 2011 „Von Engeln und Bengeln“, Kunsthalle Krems
- 2012 „Krotesg“, ARTI et Amicitiae, Amsterdam, NL
- 2013 „FACELESS part I“, freiraum quartier21 INTERNATIONAL//Museumsquartier Wien
- 2015 „Crossing Boarders-Blurring Borders“, Einzelausstellung, Alfred Berkowitz Gallery, Dearborn, USA
- 2016 „Formen des Auswurfs“, Galerie der Stadt Schwaz, Schwaz
- 2018 „Die 90er“, Wienmuseum im Musa, Wien
- 2021 „Wilde Kindheit“, Lentos, Linz
- 2021 „Afterglow“, Museumspavillon der Stadt Salzburg, Salzburg

## Auszeichnungen
- 2020 Kunstwürdigungspreis der Stadt Linz
- 2010 Internationaler Preis für Kunst und Kultur des Kulturfonds der Stadt Salzburg
- 2008 Preis der Stadt Wien für Bildende Kunst
- 1993 Förderpreis zur Kainz-Medaille der Stadt Wien für Bühnenbild
- 1992 Salzburg Stipendium International
- 1991 1. Preis der 3. Internationalen Biennale für Malerei, Obidos, Portugal
- 1990 Staatsstipendium für Bildende Kunst
- 1986 Preis des Landes Niederösterreich (1. Preis Diplomarbeit der Angewandten Jg. 1986)

## Ausstellungskataloge
- Afterglow, 2020 (Textbeiträge: Thomas Macho, Val Lekou).
- Dear Darkness. 1989 (Textbeiträge: Wilfried Skreiner, Reinhilde Becker, Dirk Wesenberg).
- Angels at the Abyss. Galerie 5020, Salzburg 1995 (Textbeiträge: Anne-Katrin Rossberg, Hermes Phettberg).
- Dressed Silence, Seccession. Wien 1992, ISBN 3-900803-49-8 (Textbeiträge: Diane Shooman, Max Goldt).
- In einem Bild, Bibliothek der Provinz. Linz 2003, ISBN 3-85474-097-2. (Textbeiträge: Robert Pfaller, Tex Rubinowitz u. a.)
- The World of Interiors. Salzburger Kunstverein, Salzburg 2004, ISBN 3-901264-34-5 (mit einem Interview von Hildegund Amanshauser mit Ursula Hübner).
- New Folks, Kunstraum Noe. Wien 2008, ISBN 978-3-9502466-4-3 (Textbeitrag: Ursula Hübner).